# أندرو كوماجاي
أندرو كوماجاي (باليابانية: 熊谷 アンドリュー) (6 يونيو 1993 في يوكوسوكا في اليابان – )؛ هو لاعب كرة قدم ياباني سابق كان يلعب كلاعب وسط.

## وصلات خارجية
- أندرو كوماجاي على موقع رابطة كرة القدم اليابانية للمحترفين (اليابانية)
- أندرو كوماجاي على موقع قاعدة بيانات كرة القدم.إي يو (الإنجليزية)
- أندرو كوماجاي على موقع Soccerbase.com (لاعب) (الإنجليزية)
- أندرو كوماجاي على موقع Soccerway.com (الإنجليزية)
- أندرو كوماجاي على موقع عالم كرة القدم.نت (الإنجليزية)
- أندرو كوماجاي على موقع كووورة